# Жизнь замечательных людей. Биография продолжается
«Жизнь замечательных людей. Биография продолжается» — книжная серия, выпускаемая издательством «Молодая гвардия» в Москве с 2005 года. В отличие от классической «ЖЗЛ», в этой серии выходят книги о ныне живущих людях.
В 2005 году главный редактор серии и генеральный директор издательства «Молодая гвардия» Валентин Юркин принял решение начать цикл «Жизнь замечательных людей. Биография продолжается». Первый выпуск был посвящён губернатору Московской области Борису Громову. Это подавалось как возрождение традиции дореволюционных ЖЗЛ, когда издавались прижизненные биографии Льва Толстого, Отто Бисмарка и Уильяма Гладстона. Позднее, когда серия ЖЗЛ была возрождена Горьким, живые «замечательные люди» могли предстать только в сборниках.
Критики связывали выпуск этой биографии с предстоящими президентскими выборами 2008 года, именуя публикацию «фиктивным капиталом». Серия продолжалась книгами о Минтимере Шаймиеве и Нурсултане Назарбаеве, в которых широко использовались интервью и воспоминания самих персонажей, их соратников, друзей и родных.
Выпуски серии нумеруются. По традиции «ЖЗЛ» переиздания получают новый номер. Выпуском 3 обозначены две разные книги. Также вышло два выпуска 17 и 18. В 2007 году изменился дизайн переплёта. В выпуске № 10 ошибочно указано 2-е изд.

## Список книг серии
- Вып. 1. Цыбульский И. Громов. — 2005. — 451 с. — ISBN 5-235-02776-0.
- Вып. 2. Житнухин А. Газзаев. — 2006. — 285 с. — ISBN 5-235-02889-9.
- Вып. 3. Цыбульский И. Громов. 2-е изд. — 2006. — 451 с. — ISBN 5-235-02894-5.
- Вып. 3. Млечин Л. М. Евгений Примаков. — 2007. — 542 с. — ISBN 978-5-235-02962-0.
- Вып. 4. Житнухин А. П. Геннадий Зюганов. — 2007. — 364 с. — 5000 экз. — ISBN 978-5-235-03067-1.
- Вып. 5. Медведев Р. А. Владимир Путин. — 2007. — 687 с. — ISBN 978-5-235-03059-6.
- Вып. 6.
- Вып. 7. Медведев Р. А. Владимир Путин. 2-е изд. — 2008. — 687 с. — ISBN 978-5-235-03088-6.
- Вып. 8. Андриянов В., Мираламов Г. Ильхам Алиев. — 400 с. — ISBN 978-5-235-03070-1.
- Вып. 9. Сараскина Л. Александр Солженицын. — 2008. — 946 с. — ISBN 978-5-235-03102-9.
- Вып. 10. Цыбульский И. Громов. 3-е изд. — 2008. — 466 с. — ISBN 978-5-235-03139-5.
- Вып. 11. Макарычев М. А. Фидель Кастро. — 2008. — 640 с. — ISBN 978-5-235-03181-4.
- Вып. 12. Сараскина Л. Александр Солженицын. 2-е изд. — 2008. — 946 с. — 5000 экз. — ISBN 978-5-235-03174-6.
- Вып. 13. Цыбульский И. Сергей Степашин. — 2008. — 425 с. — 3000 экз. — ISBN 978-5-235-03175-3.
- Вып. 14. Лизун В. Н. Артур Чилингаров. — 2008. — 368 с. — 3000 экз. — ISBN 978-5-235-03080-0.
- Вып. 15.
- Вып. 16. Виоле Б. Жерар Депардьё. Пер. с фр. — 2009. — 234 с. — ISBN 978-5-235-03195-1.
- Вып. 17. Беляков А. Алла Пугачёва. — 2009. — 326 с. — 5000 экз. — ISBN 978-5-235-03230-9.
- Вып. 17. Кутырев-Трапезников Л. А. Арнольд Федун: Иначе я не мог! 2012. 359 с. — 1000 экз., — ISBN 978-5-235-03507-2.
- Вып. 18. Язов Д. Т. Маршал Соколов. — 2009. — 206 с. — 3000 экз. — ISBN 978-5-235-03276-7.
- Вып. 18. Цыбульский И. И. Лео Бокерия. — 2012. — 464 с. — 5000 экз. — ISBN 978-5-235-03526-3.
- Вып. 19. Ужанов А. Михаил Калашников. — 2009. — 438 с. — 3000 экз. — ISBN 978-5-235-03293-4.
- Вып. 20. Тьерио Ж. Л. Маргарет Тэтчер: От бакалейной лавки до палаты лордов. Пер. с фр. — 2010. — 528 с. — 3000 экз. — ISBN 978-5-235-03275-0.
- Вып. 21. Макарычев М. А. Александр Мальцев. — 2010. — 368 с. — 5000 экз. — ISBN 978-5-235-03393-1.
- Вып. 22. Сапожников К. Н. Уго Чавес: Одинокий революционер. — 2011. — 480 с. — 5000 экз. — ISBN 978-5-235-03373-3.
- Вып. 23.
- Вып. 24. Марков С. А. Габриэль Гарсиа Маркес. — 2012. — 480 с. — 1000 экз. — ISBN 978-5-235-03464-8.
- Вып. 25. Фаликов И. З. Евтушенко: Love Story. — 2014. — 704 с. — 5000 экз. — ISBN 978-5-235-03674-1.
- Вып. 26. Житнухин А. П. Геннадий Зюганов. 2-е изд., перераб., доп. — 2014. — 348 с. — 5000 экз. — ISBN 978-5-235-04722-9.
- Вып. 27. Цыбульский И. И. Николай Рыжков. — 2014. — 287 с. — 3000 экз. — ISBN 978-5-235-03741-0.
- Вып. 28. Измайлов И. В. Виталий Ефимов. — 2014. — 260 с. — 2700 экз. — ISBN 978-5-235-03742-7.
- Вып. 29. Лаврова Л. Аскар Акаев: человек из будущего. Монологи. — 2014. — 389 с. — 3000 экз. — ISBN 978-5-235-03761-8.
- Вып. 30. Яковлева Е. С. Михаил Пиотровский. — 2015. — 400 с. — ISBN 978-5-235-03814-1.
- Вып. 31. Леонов Н. С. Рауль Кастро. — 2015. — 256 с. — ISBN 978-5-235-03761-8.
- Вып. 32. Мансуров Т., Михайлов В. Нурсултан Назарбаев. — 2015. — 576 с. — ISBN 978-5-235-03860-8.
- Вып. 33. Колодочкина Е. В. Андрей Каприн. — 2016. — 280 с. — ISBN 978-5-235-03876-9.
- Вып. 34. Цыбульский И. И. Минтимер Шаймиев. — 2016. — 592 с. — ISBN 978-5-235-03953-7.
- Вып. 35. Сидоров О. Г. Михаил Николаев. — 2017. — 352 с. — ISBN 978-5-235-04036-6.
- Вып. 36. Десятерик В. И. Борис Пастухов. — 2017. — 240 с. — ISBN 978-5-235-04034-2.
- Вып. 37. Бондаренко А. Ю. Руслан Аушев. — 2018. — 399 с. — ISBN 978-5-235-04098-4.
- Вып. 38. Колодный Л. Е. Зураб Церетели. — 2019. — 352 с. — ISBN 978-5-235-03961-2.
- Вып. 39. Зенькович Н. А. Аман Тулеев. — 2019. — 352 с.
- Вып. 40. Рыбас С. Ю. Си Цзиньпин. — 2019. — 448 с.
- Вып. 41. Березовский А. С., Федоров В. Н. Егор Борисов. — 2020. — 464 с.
- Вып. 42. Снегирев В. Н. Олжас Сулейменов. — 2020. — 496 с. — ISBN 978-5-235-04413-5.